# Миготіння передсердь
Фібриля́ція передсе́рдь (також Миготі́ння або Мерехті́ння передсердь; застаріле миготли́ва аритмі́я) — різновид надшлуночкових тахіаритмій, який характеризується некоординованою електричною активністю передсердь з подальшим погіршенням їхньої скорочувальної функції.
Миготіння передсердь належить до найпоширеніших порушень ритму серця і посідає друге місце після шлуночкової екстрасистолії (перебоїв у роботі серця).

## Етіологія та патогенез
Фібріляція передсердь виникає зазвичай внаслідок миготіння передсердь, при якому загальна систола передсердь замінена хаотичним збудженням та скороченням окремих його м'язових волокон або їхніх груп.
Значно рідше виникає так зване тріпотіння передсердь, при якому вони скорочуються з частотою до 300 на хвилину без діастолічної паузи, однак лише частина (кожний третій, четвертий і т. д.) цих імпульсів проводиться на шлуночки. При миготінні передсердь шлуночкові скорочення аритмічні, що визначається за пульсом або при аускультації серця у вигляді хаотичних серцевих скорочень. При тріпотінні передсердь може зберігатися правильний ритм серця.
При миготінні передсердь частина серцевих скорочень при слабкому наповненні шлуночків неефективна, тобто супроводжується замалим серцевим викидом та відсутністю пульсової хвилі. В результаті цього число серцевих скорочень буде більше, аніж число пульсових хвиль (дефіцит пульсу). Негативний вплив на кровообіг при миготливій аритмії зумовлений випадінням скорочень передсердь, що зменшує наповнення шлуночків, а також порушенням шлуночкового ритму.
Миготіння передсердь зустрічається найчастіше при атеросклеротичному кардіосклерозі, мітральному стенозі, тиреотоксикозі, рідше при перикардитах, кардіоміопатіях, алкогольній міокардіодистрофії.

## Класифікація
| Форми ФП            | Характеристика                                                                                                |
| ------------------- | --- |
| Вперше виявлена     | вперше виник епізод ФП                                                                                        |
| Пароксизмальна      | напад триває не більше 7 днів (зазвичай менше 48 год) і спонтанно відновлюється в синусовий ритм              |
| Персистуюча         | напад триває більше 7 днів                                                                                    |
| Тривало персистуюча | напад триває більше 1 року, але прийнято рішення про відновлення синусового ритму                             |
| Постійна            | тривало зберігається ФП (наприклад, більше 1 року), при якій кардіоверсія була неефективна або не проводилася |

| Клас EHRA | Прояви                                                             |
| --------- | ------------------------------------------------------------------ |
| I         | без суб’єктивних симптомів                                         |
| II        | Легкі симптоми; нормальна життєдіяльність не порушена              |
| III       | Виражені симптоми; змінена повсякденна активність                  |
| IV        | Інвалідизуючі симптоми; нормальна повсякденна активність неможлива |

## Перебіг
Миготіння передсердь може виникати у вигляді окремих нападів, але частіше спостерігається постійна її форма, яка може зберігатися упродовж багатьох років. При постійній формі миготіння передсердь з відносно зрідженим ритмом доволі часто спостерігається повна адаптація до аритмії, в результаті чого хворі можуть не відчувати її та зберігати працездатність. Іноді, при безсимптомному перебігу, першим проявом МА може бути інсульт або тромбоемболія судин великого кола кровообігу.

## Діагностика
Основним методом діагностики миготіння передсердь є електрокардіографія (ЕКГ).

## Лікування
Вибір тактики лікування залежить від кількох факторів, зокрема:
- давність миготіння передсердь;
- наявність тяжких захворювань, що унеможливлює проведення фармакологічного відновлення синусового ритму або електричної (кардіоверсії);
- виявлення захворювань, що спричинюють миготіння передсердь (патологія мітрального клапану, тиреотоксикоз).

Застосовують такі ж медикаменти, що й при пароксизмальній тахікардії, — пропранолол або інші бета-адреноблокатори, верапаміл, препарати калію, при значній тахікардії — дигоксин. При постійній формі миготіння передсердь його усунення проводять тільки в стаціонарі шляхом призначення антиаритмічних препаратів або електроімпульсної терапії (кардіоверсії) після спеціальної підготовки антикоагулянтами.